# Orde de l'Amarant
L'Ordre de l'Amarant en anglès: Order of the Amaranth) és una organització maçònica fraternal i benèfica, per a mestres maçons i les seves esposes fundada en l'any 1873.
Els seus membres han de ser majors de 18 anys, els homes han de ser mestres maçons i les dones han d'estar relacionades amb els maçons, ja sigui com a esposes, mares, filles, vídues, germanes, tietes, o haver estat membres actives de l'Orde Internacional de l'Arc de Sant Martí per Nenes o de les Filles de Job durant més de tres anys i haver estat recomanades per un mestre maçó.
En els ensenyaments de l'ordre, es recorda als seus membres, els seus deures cap a Déu, el seu país, i el seu proïsme, han de mostrar, de paraula i amb fets, la seva creença en la regla d'or, i han d'estar conformes amb els principis de l'ordre: Veritat, Fe, Saviesa i Caritat. La creença en un Esser Suprem, es un requeriment per formar part de l'organització.
L'Orde de l'Amarant col·labora amb l'associació americana de la diabetis, i reuneix fons que son donats en forma de subvencions per als investigadors. A través dels seus esforços, l'orde espera trobar una cura per a la diabetis.